# David Spade
David Spade (n. 22 iulie 1964) este un actor american, comediant, născut la Birmingham, Michigan. A devenit celebru pentru cariera sa în televiziune, participând la celebrul show Saturday Night Live timp de șase ani, din 1997 până în 2003. Personajul întruchipat de el, Dennis Finch, a fost foarte îndrăgit de public, iar acest lucru i-a adus notorietatea așteptată. A jucat numai în comedii, sitcomuri, dar și în seriale animate, fiind vocea personajelor îndrăgite de copii. Mama sa este șeful unei librării, dar și editor în Birmingham, iar tatăl său se ocupă de vânzări. Are doi frați, Bryan și Andy Spade, acesta din urmă fiind soțul designerului Kate Spade. 
În Facultate era îndrăgit pentru show-urile de stand-up-comedy pe care le dădea în frăția de care aparținea, iar ulterior a reușit să susțină aceste momente în diferite cluburi și baburi, ajungând în final să fie o vedetă TV îndrăgită pentru umorul său. 

## Filmografie

### Filme cinematografice
| An   | Titlu                                | Rol                                 | Note                                                                             |
| ---- | ------------------------------------ | ----------------------------------- | -------------------------------------------------------------------------------- |
| 1987 | Police Academy 4: Citizens on Patrol | Kyle                                |                                                                                  |
| 1992 | Light Sleeper                        | Theological Cokehead                |                                                                                  |
| 1993 | Coneheads                            | Eli Turnbull                        |                                                                                  |
| 1994 | Reality Bites                        | The "Wienerschnitzel" Manager       | Nemenționat                                                                      |
| 1994 | PCU                                  | Rand McPherson                      |                                                                                  |
| 1995 | Tommy Boy                            | Richard Hayden                      | MTV Movie Award for Best On-Screen Duo                                           |
| 1996 | Black Sheep                          | Steven "Steve" Dodds                |                                                                                  |
| 1996 | A Very Brady Sequel                  | Sergio                              |                                                                                  |
| 1996 | Beavis and Butt-head Do America      | Mr. Manners                         | Voce Nemenționat                                                                 |
| 1997 | 8 Heads in a Duffel Bag              | Ernest "Ernie" Lipscomb             |                                                                                  |
| 1998 | Senseless                            | Scott Thorpe                        |                                                                                  |
| 1998 | The Rugrats Movie                    | Ranger Franklin (voce)              |                                                                                  |
| 1999 | Lost & Found                         | Dylan Ramsey                        | Și scenarist                                                                     |
| 2000 | Loser                                | Video Store Clerk                   | Nemenționat                                                                      |
| 2000 | The Emperor's New Groove             | Emperor Kuzco / Llama Kuzco (voice) | Nominated – Kid's Choice Award                                                   |
| 2001 | Joe Dirt                             | Joseph "Joe" Dirt                   | Și scenarist                                                                     |
| 2003 | Dickie Roberts: Former Child Star    | Dickie Roberts                      | Și scenarist                                                                     |
| 2005 | Racing Stripes                       | Scuzz (voce)                        |                                                                                  |
| 2005 | Lil' Pimp                            | Principal Nixon (voce)              | Direct-pe-video                                                                  |
| 2005 | Kronk's New Groove                   | Emperor Kuzco (voce)                | Direct-pe-video                                                                  |
| 2006 | Grandma's Boy                        | Guyblow                             |                                                                                  |
| 2006 | The Benchwarmers                     | Richie Goodman                      | Nominalizare – Teen Choice Award for Best Choice Chemistry                       |
| 2007 | I Now Pronounce You Chuck and Larry  | Transvestite Groupie                |                                                                                  |
| 2010 | Grown Ups                            | Marcus Higgins                      |                                                                                  |
| 2011 | Jack & Jill                          | Monica                              | Razzie Award for Worst Supporting Actress                                        |
| 2011 | Snowflake, the White Gorilla         | Jenga (voce)                        | Versiunea în engleză                                                             |
| 2012 | Hotel Transylvania                   | Griffin the Invisible Man (voce)    |                                                                                  |
| 2013 | Jungle Master                        | Boss Cain (voce)                    |                                                                                  |
| 2013 | Grown Ups 2                          | Marcus Higgins                      |                                                                                  |
| 2015 | Space Breakout                       | Xanor (voce)                        |                                                                                  |
| 2015 | Joe Dirt 2: Beautiful Loser          | Joseph "Joe" Dirt                   |                                                                                  |
| 2015 | I Am Chris Farley                    | Rolul său                           | Documentar Hodgee Films și Network Entertainment bazat pe viața lui Chris Farley |
| 2015 | Hotel Transylvania 2                 | Griffin the Invisible Man (voce)    |                                                                                  |
| 2015 | The Ridiculous 6                     | General Custer                      |                                                                                  |
| 2016 | The Do Over                          | Theo                                | Filmări                                                                          |

### Televiziune
| An        | Titlu                             | Rol                                           | Note |
| --------- | --------------------------------- | --------------------------------------------- | --- |
| 1988      | The Facts of Life                 | Scott                                         | Episode: "Big Apple Blues" |
| 1989      | Baywatch                          | B. J.                                         | Episodul: "Second Wave" |
| 1990      | ALF                               | Larry Slotkin                                 | Episodul: "Make 'em Laugh" |
| 1990      | Monsters                          | Teddy                                         | Episodul: "Small Blessings" |
| 1990      | Born to Be Mild                   | Stage Assistant                               | Cameo Nemenționat |
| 1990–96   | Saturday Night Live               | Diverse                                       | Scenarist și membru al distribuției între 1990 - 1996 Emmy Award for Outstanding Writing in a Variety or Music Program (1990-1993) Gazdă a unor episoade între 1998 - 2005. |
| 1992      | The Larry Sanders Show            | Rolul său                                     | 2 episoade |
| 1994      | Beavis and Butt-Head              | Mr. Manners Mr. Candy Ticket Attendant (voci) | Nemenționat 4 episoade |
| 1997–2003 | Just Shoot Me!                    | Dennis Finch                                  | 149 episodes Nominalizare – Emmy Award for Outstanding Supporting Actor in a Comedy Series Nominalizare – Golden Globe Award for Best Performance by an Actor in a Supporting Role in a Series, Mini-Series or Motion Picture Nominalizare – Golden Globe Award for Best Performance by an Actor in a Supporting Role in a Series, Mini-Series or Motion Picture Made for TV Nominated – TV Land Award for Co-Worker You're Least Likely to Invite Out for Happy Hour Nominalizare – American Comedy Award |
| 1998      | David Spade: Take the Hit         | Rolul său                                     | Stand up comedy special |
| 2000      | Sammy                             | Sammy Blake James Blake (voices)              | 2 episoade |
| 2002      | Greg The Bunny                    | Rolul său                                     | Cameo |
| 2003      | 2003 Spike Video Game Awards      | Host                                          | Special TV |
| 2004      | Father of the Pride               | Tommy the Coyote (voice)                      | Episodul: "Road Trip" |
| 2004–05   | 8 Simple Rules                    | C. J. Barnes                                  | 39 de episoade |
| 2005–07   | The Showbiz Show with David Spade | Rolul său                                     | |
| 2007–13   | Rules of Engagement               | Russell Dunbar                                | 100 episoade Nominalizare – Teen Choice Award for Choice TV Actor: Comedy |
| 2009      | Curb Your Enthusiasm              | Rolul său                                     | Episodul: The Reunion |
| 2011      | Entourage                         | Rolul său                                     | Episodul: "The Big Bang" |
| 2012      | Hot in Cleveland                  | Christopher                                   | Episodul: "Blow Outs" |
| 2014      | The Spoils of Babylon             | Talc Munson                                   | 2 episoade |
| 2014      | David Spade: My Fake Problems     | Rolul său                                     | Stand up comedy special |
| 2014      | The Goldbergs                     | Gus                                           | Episodul: "Love is a Mixtape" |
| 2014      | Ridiculousness                    | Rolul său                                     | Episodul: "David Spade" |
| 2015      | Real Rob                          | Rolul său                                     | Episodul: "VIP Treatment" |

### Videoclipuri
| An   | Titlu   | Interpret    |
| ---- | ------- | ------------ |
| 1993 | "Buddy" | Adam Sandler |

### Jocuri video
| An   | Titlu                                 | Rol de voce         |
| ---- | ------------------------------------- | ------------------- |
| 2000 | The Emperor's New Groove (video game) | Kuzco / Llama Kuzco |
| 2006 | The Legend of Spyro: A New Beginning  | Sparx               |

### Titluri în română
- Oameni mari și fără minte (2010)
- Iubirea bat-o vina (2007)
- Rezerve de lux (2006)
- Showbiz Show cu David Spade (2005)
- Dickie Roberts: Copilul vedetă (2003)
- Aventurile lui Joe Dirt (2001)
- Împăratul vrăjit (2000)
- Pierdut și regăsit (1999)
- Experimentul simțurilor (1998)
- Rugrats: Filmul (1998)
- Poză la minut (1997)
- Oaia neagră (1996)
- Un băiat de milioane (1995)